# Reaal (verzekeringsmaatschappij)
Reaal is een merk van de Nederlandse verzekeraar Athora Netherlands. Andere belangrijke merken die Athora Netherlands voert, zijn Zwitserleven en ACTIAM.
Reaal heeft kantoren in Amstelveen en Alkmaar.

## Activiteiten
Reaal biedt service op het gebied van levensverzekeringen, hypotheken en arbeidsongeschiktheidsverzekeringen, alsook schadeverzekeringen. 

## Geschiedenis
Reaal is sinds 1990 actief in Nederland. Reaal vond haar oorsprong in de fusie van diverse vennootschappen die eigendom waren van de vakbeweging, waaronder de verzekeringsmaatschappijen De Centrale en Concordia, de Hollandse Koopmansbank en de Algemene Spaarbank voor Nederland. Tussen 1990 en 1997 groeide Reaal aanzienlijk, onder andere door de overname van Hooge Huys Verzekeringen in 1996. In deze periode loopt een succesvolle campagne met de slogan Foutje, bedankt! In 1997 fuseerden de SNS Bank en de REAAL Groep tot SNS REAAL. De diverse bedrijfseenheden van de fusiepartners werden gehergroepeerd en geïntegreerd. Op 1 juli 2014 werden de verzekeringsactiviteiten van SNS REAAL gebundeld in VIVAT. Op 27 juli 2015 werd VIVAT onderdeel van de Chinese verzekeraar Anbang Insurance Group Co. Ltd. Op 1 april 2020 werden alle aandelen in VIVAT verkocht aan Athora Netherlands Holding Ltd. en is Reaal onderdeel van Athora Netherlands. Per 1 januari 2021 hebben Reaal Schadeverzekeringen en Nationale-Nederlanden de krachten gebundeld.